# Подразделение полевой посадки ВВС Израиля

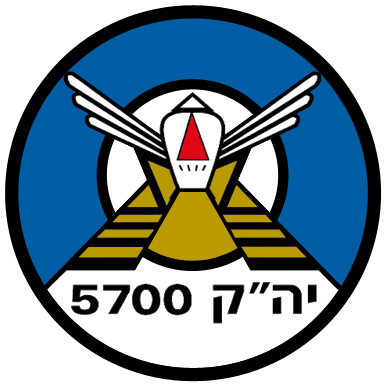
Символ подразделения до 2017 года

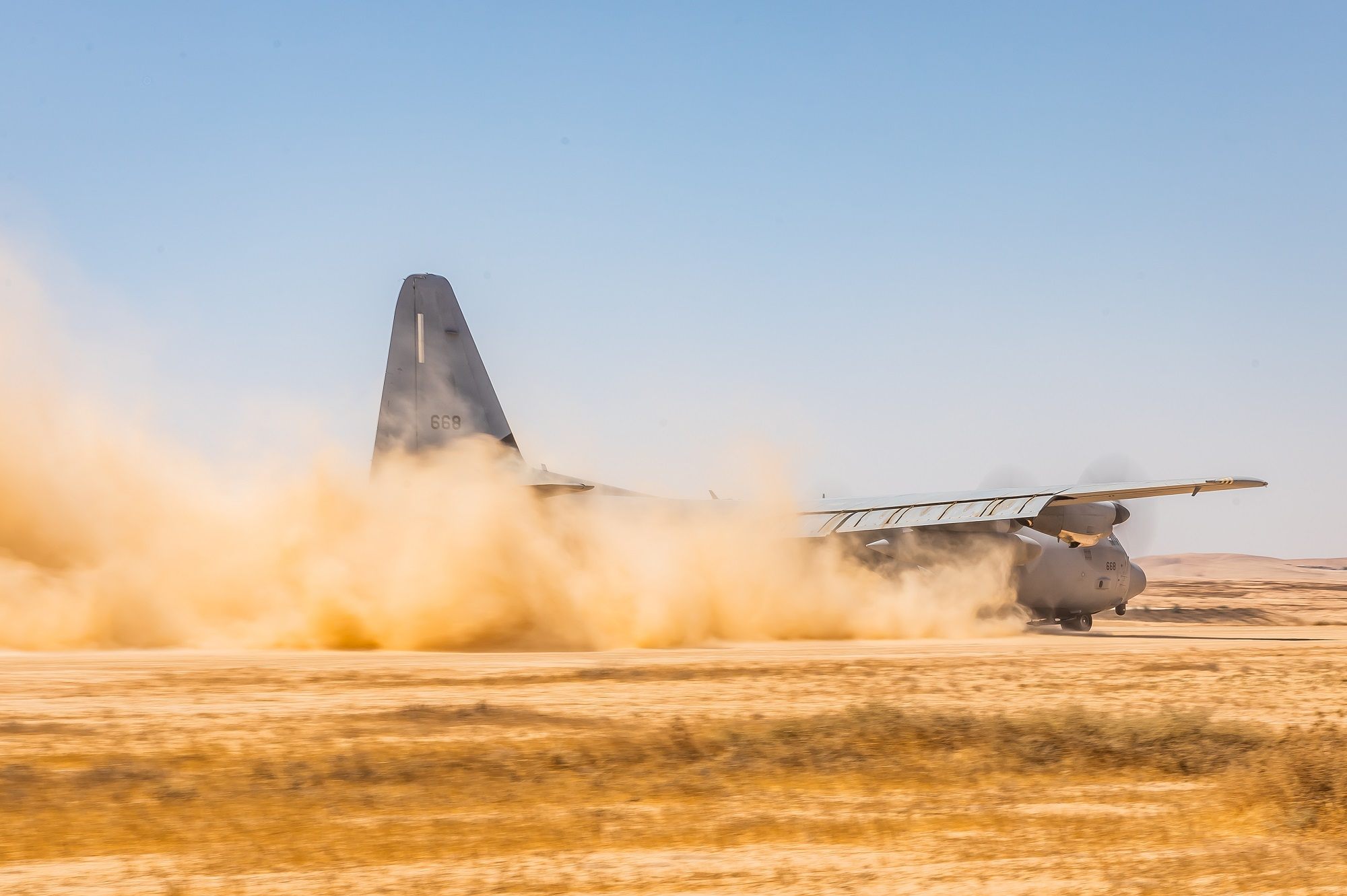
Самолет «Самсон» ВВС Израиля приземляется на полевом аэродроме, подготовленном подразделением.

Подразделение полевой посадки (ивр. יחידת ההנחתה הקדמית‎, аббр. ивр. יה"ק‎ ЯХАК) — израильское специальное подразделение, обеспечивающее посадку в полевых условиях для самолётов ВВС Израиля.

## Описание
Считается одним из тактических подразделений специального назначения ВВС. Его командиром является офицер в звании «рав-серен» (майор). По состоянию на январь 2022 года часть находится в подчинении 7-го авиакрыла — крыла специального назначения ВВС. Его база расположена на авиабазе «Неватим».
Задачей подразделения является обнаружение и эксплуатация передовых аэродромов и взлетно-посадочных полос, которые не являются постоянными аэродромами ВВС.
Эта роль выполняется «передовой посадочной группой» и включает в себя определение посадочной группой местоположения будущей полевой посадочной полосы, проверку её пригодности для выполнения задачи, маркировку и активацию. Посадочная группа является профессиональным авторитетом, который утверждает посадку на месте. Работа ведется с транспортными самолётами «Носорог» и «Самсон» и различными самолетами и требует знаний средств связи и управления полетом, а также навыков пехоты, навигации и мобильности.
Работа подразделения аналогична работе группы боевого управления в ВВС США.

## История
Подразделение было создано в июне 1972 года на авиабазе «Лод». Бома Шавит был первым, кто организовал подразделение, во время Войны Судного дня отрядом командовал Амос Джордан. В Первой ливанской войне ЯХАК приготовил международный аэропорт Бейрута для операций ВВС, а также приготовил взлетно-посадочную полосу Анзер и аэропорты возле Марджъуюна и Дамура. В операции «Моисей» ЯХАК приготовил зону приземления в Судане после того, военнослужащие подразделения были высажены туда вертолетами. Другими широко известными действиями подразделения были помощь ВВС в миссиях по оказанию гуманитарной помощи в операции «Ницаней-Тиква» в Руанде, операции «Протянутая рука» в Индии, Мексике и после нападения на автобус в аэропорту Бургаса. В 2009 году ЯХАК перебрался на авиабазу Неватим.

## Требования и обучение
- Требования: медицинский профиль 82 или выше, КАБА: 53 или выше, ДПР 50 или выше. Проверка включает в себя компьютеризированные тесты, медицинские осмотры, проверку безопасности и собеседование.
- Курс молодого бойца — Тиронут 05 на учебной базе Бислах 314 вместе с подразделением «Шальдаг» и специальным спасательно-тактическим подразделением (669) и впоследствии 10 с половиной месяцев обучения, которые включают сертификацию полевой посадки, профессиональные курсы, такие как оперативное вождение, курсы управления воздушным движением, тестирование покрытия, курсы боевых медиков, пожарных, спасателей и дополнительный курс прыжков с парашютом.
- Набор в подразделение — ограниченный годичный цикл набора, проводимый в конце ноября.